# یواس‌اس لاسن (دی‌دی‌جی-۸۲)
یواس‌اس لاسن (دی‌دی‌جی-۸۲) (به انگلیسی: USS Lassen (DDG-82)) یک کشتی است که طول آن ۵۰۹ فوت ۶ اینچ (۱۵۵٫۳۰ متر) می‌باشد. این کشتی در سال ۱۹۹۹ ساخته شد.